# Kasli
Kasli (rusky Касли) je město v Čeljabinské oblasti v Ruské federaci. Při sčítání lidu v roce 2010 mělo bezmála sedmnáct tisíc obyvatel, ale počet obyvatel se snížil na přibližně 15 tisíc obyvatel.

## Zeměpis
Kasli leží na východním okraji Jižního Uralu na jižním břehu jezera Bolšije Kasli a severním břehu jezera Irtjaš, z kterého vytéká 
Těča, přítok Isetě v povodí Tobolu. Od Čeljabinsku, správního střediska oblasti, je vzdálen přibližně 140 kilometrů severozápadně.
Ze stanice Mauk na trati z Jekatěrinburgu do Čeljabinsku vede do města dvacetikilometrová pobočná nákladní trať.

## Dějiny
Kasli bylo založeno rodem Děmidovovů v roce 1747 současně s železárnami Kaslinskij zavod, které se mimo jiné proslavily uměleckými litinovými odlitky. Městem je Kasli od 29. července 1942.

### Rodáci
- Alja Rachmanovová (1898–1991), spisovatelka
- Leonid Nikolajevič Mosejev (* 1952), maratonec